# نوردوم سیهانوک
نوردوم سیهانوک (به خمری នរោត្តម សីហនុ) ‏(۳۱ اکتبر ۱۹۲۲ – ۱۵ اکتبر ۲۰۱۲) پادشاه پیشین کامبوج بود.
سیهانوک در سال ۱۹۲۲ متولد شد و بزرگ‌ترین پسر پادشاه نوردوم سوراماریت و ملکه کوساماک بود. او در مدارس فرانسوی زبان در سایگون و پاریس درس خواند. سیهانوک که در سال ۱۹۴۱ توسط دولت تحت کنترل نازی‌ها در فرانسه به مقام سلطنت کامبوج دست یافت، در سال ۱۹۵۳ جنبش استقلال کامبوج از فرانسه را رهبری کرد. او در سال ۱۹۵۵ به نفع پدرش از قدرت کناره‌گیری کرد و به عنوان نخست‌وزیر و وزیر خارجه به کشورش خدمت کرد. پس از کودتای ۱۹۷۰ و نیز در دوران حکومت خمرهای سرخ از کامبوج تبعید شد، اما در سال ۱۹۹۳ با احیای نظام سلطنتی به کامبوج بازگشت.
سیهانوک در ساعت ۰۱:۲۵ بامداد روز دوشنبه ۱۵ اکتبر ۲۰۱۲ در بیمارستانی در پکن درگذشت. او هنگام مرگ ۸۹ سال داشت.